# Aguaruna
Cet article concerne la langue aguaruna. Pour le peuple aguaruna, voir Aguarunas.
L’aguaruna est une langue jivaro parlée en Amazonie péruvienne dans les régions de Loreto, Amazonas et San Martín par 45 000 Aguarunas, installés le long des rivières Marañón, Nieva, Cahuapanas, Apaga, Santiago, Potro, Cenepa (es), Chinchipe (es) et Alto Mayo, ainsi que le long de leurs affluents.

## Phonologie

### Voyelles
|         | Antérieure | Centrale | Postérieure |
| ------- | ---------- | -------- | ----------- |
| Fermée  | i [i]      | ɨ [ɨ]    | u [u]       |
| Ouverte |            | a [a]    |             |

### Consonnes
|               |               | Bilabiale | Alvéolaire | Palatale | Vélaire | Glottale |
| ------------- | ------------- | --------- | ---------- | -------- | ------- | -------- |
| Occlusives    | Sourde        | p [p]     | t [t]      |          | k [k]   | ʔ [ʔ]    |
| Occlusives    | Sonore        | b [b]     | d [d]      |          |         |          |
| Fricative     | Fricative     |           | s [s]      | ʃ [ʃ]    | g [ɣ]   | h [h]    |
| Affriquées    | Affriquées    |           | ts [t͡s]    | tʃ [t͡ʃ]  |         |          |
| Nasale        | Nasale        | m [m]     | n [n]      |          | ŋ [ŋ]   |          |
| Semi-voyelles | Semi-voyelles | w [w]     |            | j [j]    |         |          |

## Morphologie

### Flexion nominale
L'aguaruna est une langue à flexion nominale. Les cas sont le nominatif, non marqué /-Ø/, le vocatif, avec trois suffixes, non marqué /-Ø/, /-ŋú/ et /-tá/, le génitif /-nau/, l'instrumental /-ĩ/, le comitatif /-haĩ/, l'ablatif /-yã/ et le locatif. Ce dernier existe sous deux formes, un locatif spécifique, qui indique un lieu, une localisation, tel que « dans la maison » et un locatif adhésif qui indique une possession, telle que « dans ma maison ».